# Estação Ferroviária de Garibaldi
A Estação de Garibaldi é uma estação de trens turísticos localizada no município gaúcho de Garibaldi.
A estação foi inaugurada pela E. F. de Carlos Barbosa a Bento Gonçalves em 1918, como ponto final provisório do ramal de Bento Gonçalves - no ano seguinte o ramal foi estendido até Bento Gonçalves. Na cidade foram construídas as oficinas da estrada de ferro. Em 1920, a Viação Férrea do Rio Grande do Sul passou a administrar a linha. O ramal foi desativado para trens de passageiros regulares em 1976.
Pouco tempo depois, por volta de 1978, um trem turístico foi inaugurado pela RFFSA, conhecido como "Trem da Uva" ou ainda "Trem do Vinho", em referência ao Vale dos Vinhedos, onde se encontra. Seu persurso iniciava em Carlos Barbosa, passava por Garibaldi, Bento Gonçalves e terminava em Jaboticaba.

## Maria Fumaça
Em 1993 foi retomada a operação da linha no trecho Bento Gonçalves - Garibaldi - Carlos Barbosa pela empresa Giordani Turismo, com o objetivo de operar o passeio turístico de trem a vapor, mais conhecido como "Maria Fumaça".
O passeio de Maria Fumaça é uma grande atração na Serra Gaúcha. Os turistas são recepcionados com vinho na estação de Bento Gonçalves. São 23 quilômetros de percurso e uma hora e meia de duração. Durante o passeio, há apresentações de um coral típico italiano, com show de tarantela, teatro, repentista e também pelos gaúchos.
Em Garibaldi há uma recepção com música gaúcha e italiana, além de degustação de espumante e suco de uva. No destino final, Carlos Barbosa, também acontecem apresentações de música italiana.